# Szczudłówka piaskowa
Szczudłówka piaskowa (Battarrea phalloides (Dicks.) Pers.) – gatunek grzybów z rodziny pieczarkowatych (Agaricaceae).

## Systematyka i nazewnictwo
Pozycja w klasyfikacji według Index Fungorum: Battarea, Agaricaceae, Agaricales, Agaricomycetidae, Agaricomycetes, Agaricomycotina, Basidiomycota, Fungi.
Po raz pierwszy takson ten zdiagnozował w 1785 r. James Dickson nadając mu nazwę Lycoperdon phalloides. Obecną, uznaną przez Index Fungorum nazwę nadał mu w 1801 r. Christiaan Hendrik Persoon.
Synonimy:

- Battarrea phalloides (Dicks.) Pers. 1801 f. phalloides
- Battarrea phalloides f. stevenii (Libosch.) Calonge 2004
- Battarrea phalloides (Dicks.) Pers. 1801 var. phalloides
- Battarrea phalloides var. stevenii (Libosch.) Cleland & Cheel 1916
- Battarrea stevenii (Libosch.) Fr. 1829
- Dendromyces stevenii Libosch. 1814
- Ithyphallus campanulatus (Berk.) Schltdl. 1933
- Lycoperdon phalloides Dicks. 1785

Nazwę polską zaproponował Władysław Wojewoda w 2003 r., Wanda Rudnicka-Jezierska opisywała ten gatunek pod nazwą batarówka słupiakowata.

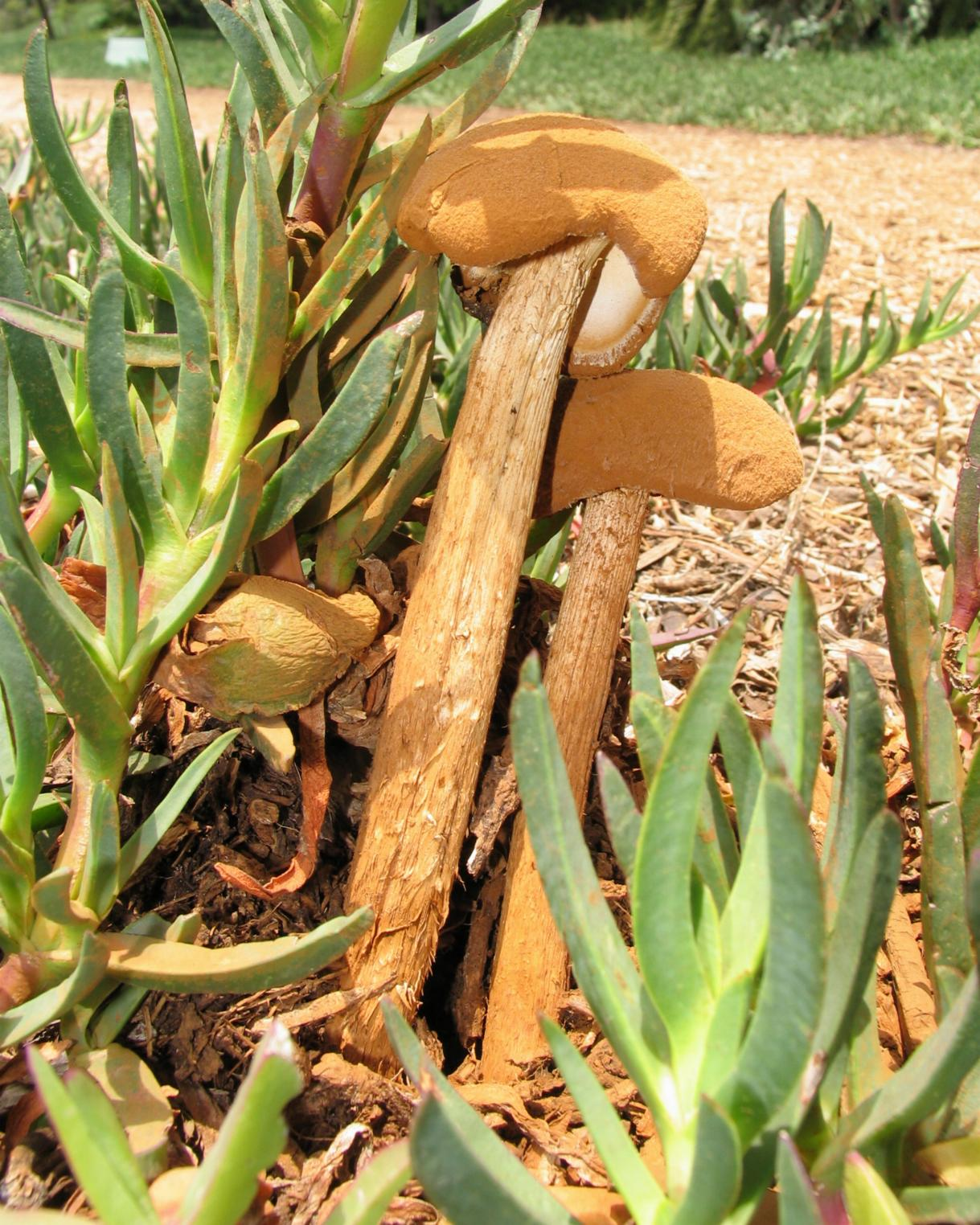
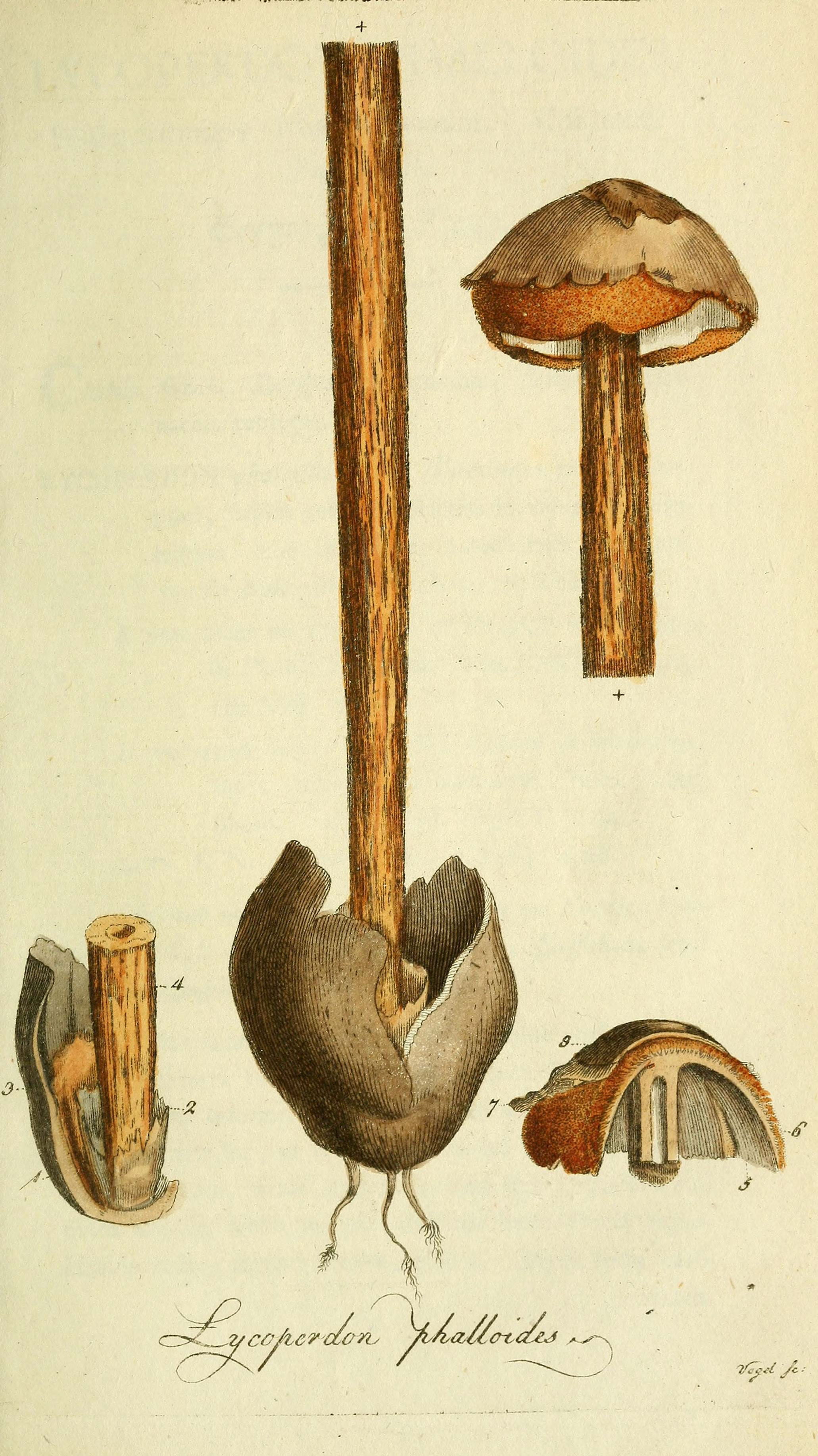
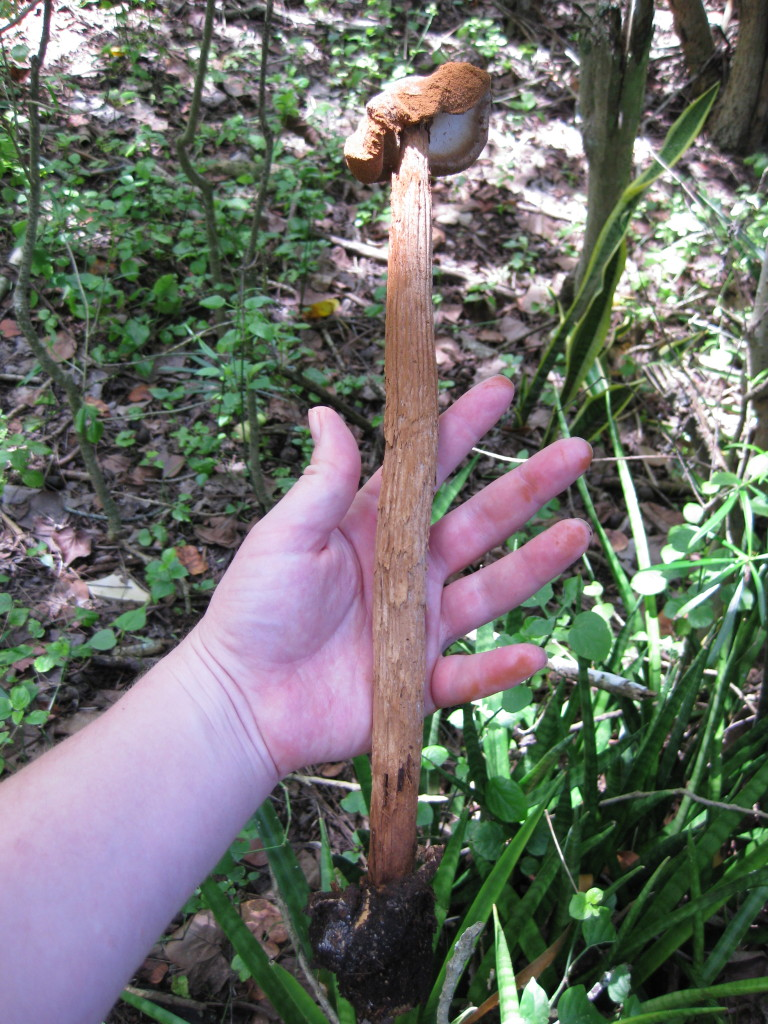

## Morfologia
Młody owocnik jest kulisty lub jajowaty, o średnicy do 12 cm. Zbudowany jest z dwuwarstwoego perydium. Białawe i cienkie egzoperydium szybko odpada, jego pozostałością na owocniku jest pochwa i niewielkie łatki na endoperydium. Po dojrzeniu owocnik składa się z trzonu i główki.
Główka
Kulista, o średnicy 1–3 cm. Zbudowana jest z cienkiego endoperydium, które po dojrzeniu owocnika pęka wzdłuż równika, co powoduje odpadnięcie górnej części i odsłonięcie gleby. Pozostała dolna część owocnika przypomina wówczas wyglądem kapelusz.
Trzon
Cylindryczny, o wysokości 10–38 cm i grubości 0,5–2 cm. Ma drewnowatą konsystencję i w środku jest pusty. Powierzchnia gęsto pokryta wąskimi i długimi łuseczkami.
Gleba
W dojrzałym owocniku komorowata, pylista, o barwie ciemnobrązowej.
Cechy mikroskopowe
W glebie znajdują się zarodniki, elatery, włośnia i liczne wydłużone komórki o spiralnych lub pierścieniowatych zgrubieniach. Mają długość 63–80 μm i średnicę 8 μm. Hialinowa i septowana włośnia występuje głównie przy wewnętrznej ścianie endoperydium.  Bazydiospory niemal kuliste, brązowe, o średnicy  4,8–7,2 μm. Posiadają trójwarstwową ścianę. Ściana zewnętrzna hialinowa, dołeczkowana, środkowabarwna, wewnętrzna hialinowa.

## Występowanie i siedlisko
Saprotrof. Na świecie jest szeroko rozprzestrzeniony. Jego stanowiska podano w Afryce, Azji, Australii, Europie, Ameryce Północnej (głównie w regionach zachodnich) i Ameryce Południowej, wszędzie jednak jest rzadki. Występuje głównie w krajach o klimacie suchym, na glebach piaszczystych, głównie na pustyniach i półpustyniach. W Polsce do 2003 r. w literaturze naukowej podano tylko 2 stanowiska: w Rogalinie (1932 r.) i koło Kórnika (1991 r.). Znajduje się na Czerwonej liście roślin i grzybów Polski. Ma status E – gatunek wymierający. Znajduje się na listach gatunków zagrożonych także w Austrii, Niemczech, Anglii, Słowacji i Czechach.